# UFC Welterweight Championship
Il titolo dei pesi welter era conosciuto in UFC come titolo dei pesi leggeri (Lightweight Title) prima di UFC 31 (4 maggio 2001).

## Campionato dei pesi welter (da 70 a 77 kg)
| Nome                                                                                         | Data                         | Luogo                       | Difese |
| -------------------------------------------------------------------------------------------- | ---------------------------- | --------------------------- | --- |
| Pat Miletich batté Mikey Burnett                                                             | 16 ottobre 1998 (UFC Brazil) | San Paolo, Brasile          | - batté Jorge Patino a UFC 18 l'8 gennaio 1999 - batté Andre Pederneiras a UFC 21 il 16 luglio 1999 - batté John Alessio a UFC 26 il 9 giugno 2000 - batté Kenichi Yamamoto a UFC 29 il 16 dicembre 2000 |
| Carlos Newton                                                                                | 4 maggio 2001 (UFC 31)       | Atlantic City, Stati Uniti  | |
| Matt Hughes                                                                                  | 2 novembre 2001 (UFC 34)     | Las Vegas, Stati Uniti      | - batté Hayato Sakurai a UFC 36 il 22 marzo 2002 - batté Carlos Newton a UFC 38 il 13 luglio 2002 - batté Gil Castillo a UFC 40 il 22 novembre 2002 - batté Sean Sherk a UFC 42 il 25 aprile 2003 - batté Frank Trigg a UFC 45 il 21 novembre 2003 |
| B.J. Penn                                                                                    | 31 gennaio 2004 (UFC 46)     | Las Vegas, Stati Uniti      | |
| Penn fu privato del titolo il 17 marzo 2004 quando lasciò l'UFC per il K-1                   |                              |                             | |
| Matt Hughes (2) batté Georges St-Pierre                                                      | 22 ottobre 2004 (UFC 50)     | Atlantic City, Stati Uniti  | - batté Frank Trigg a UFC 52 il 16 aprile 2005 - batté B.J. Penn a UFC 63 il 23 settembre 2006 |
| Georges St-Pierre                                                                            | 18 novembre 2006 (UFC 65)    | Las Vegas, Stati Uniti      | |
| Matt Serra                                                                                   | 7 aprile 2007 (UFC 69)       | Houston, Stati Uniti        | |
| Georges St-Pierre batté Matt Hughes per il titolo ad interim                                 | 29 dicembre 2007 (UFC 79)    | Las Vegas, Stati Uniti      | |
| Georges St-Pierre (2) batté Matt Serra                                                       | 19 aprile 2008 (UFC 112)     | Montréal, Canada            | - batté Jon Fitch a UFC 87 il 9 agosto 2008 - batté B.J. Penn a UFC 94 il 31 gennaio 2009 - batté Thiago Alves a UFC 100 l'11 luglio 2009 - batté Dan Hardy a UFC 111 il 27 marzo 2010 - batté Josh Koscheck a UFC 124 l'11 dicembre 2010 - batté Jake Shields a UFC 129 il 30 aprile 2011 - batté Carlos Condit a UFC 154 il 17 novembre 2012 unificando il titolo ad interim con quello di campione indiscusso - batté Nick Diaz a UFC 158 il 16 marzo 2013 - batté Johny Hendricks a UFC 167 il 16 novembre 2013 |
| Carlos Condit batté Nick Diaz per il titolo ad interim                                       | 4 febbraio 2012 (UFC 143)    | Las Vegas, Stati Uniti      | |
| St-Pierre rinunciò al titolo il 13 dicembre 2013 quando si ritirò temporaneamente dalle MMA. |                              |                             | |
| Johny Hendricks batté Robbie Lawler                                                          | 15 marzo 2014 (UFC 171)      | Dallas, Stati Uniti         | |
| Robbie Lawler                                                                                | 6 dicembre 2014 (UFC 181)    | Las Vegas, Stati Uniti      | - batté Rory MacDonald a UFC 189 l'11 luglio 2015 - batté Carlos Condit a UFC 195 il 2 gennaio 2016 |
| Tyron Woodley                                                                                | 30 luglio 2016 (UFC 201)     | Atlanta, Stati Uniti        | - pareggia con Stephen Thompson a UFC 205 il 5 novembre 2016 - batté Stephen Thompson a UFC 209 il 4 marzo 2017 - batté Demian Maia a UFC 214 il 29 luglio 2017 - batté Darren Till a UFC 228 l'8 settembre 2018 |
| Colby Covington batté Rafael dos Anjos per il titolo ad interim                              | 9 giugno 2018 (UFC 225)      | Chicago, Stati Uniti        | |
| Covington fu privato del titolo l'8 settembre 2018                                           |                              |                             | |
| Kamaru Usman                                                                                 | 2 marzo 2019 (UFC 235)       | Las Vegas, Stati Uniti      | - batté Colby Covington a UFC 245 il 14 dicembre 2019 - batté Jorge Masvidal a UFC 251 il 12 luglio 2020 - batté Gilbert Burns a UFC 258 il 13 febbraio 2021 - batté Jorge Masvidal a UFC 261 il 24 aprile 2021 - batté Colby Covington ad UFC 268 il 6 novembre 2021 |
| Leon Edwards                                                                                 | 20 agosto 2022 (UFC 278)     | Salt Lake City, Stati Uniti | - batté Kamaru Usman ad UFC 286 il 18 marzo 2023 - batté Colby Covington a UFC 296 il 16 dicembre 2023 |
| Belal Muhammad                                                                               | 27 luglio 2024 (UFC 304)     | Manchester, Inghilterra     | |
| Jack Della Maddalena                                                                         | 10 maggio 2024 (UFC 315)     | Montreal, Canada            | |